# 特殊ユニタリ群
n 次の特殊ユニタリ群（とくしゅユニタリぐん、英語: special unitary group）SU(n) とは、行列式が1の n 次ユニタリ行列の為す群の事である。群の演算は行列の積で与えられる。
特殊ユニタリ群 SU(n) はユニタリ群 U(n) の部分群であり、さらに一般線型群 GL(n, C)の部分群である。
特殊ユニタリ群は素粒子物理学において、電弱相互作用のワインバーグ＝サラム理論や強い相互作用の量子色力学、あるいはそれらを統合した標準模型や大統一理論などに出てくる。

## 定義
{\displaystyle \mathrm {SU} (n)=\{g\in U(n);\det g=1\}}
ここで U(n) はユニタリ群、 det は行列式である。

## 性質
特殊ユニタリ群 SU(n) は、以下のような性質を満たす。
- 次元 n2−1 の単純リー群
- コンパクトで単連結
- ランク n−1
- SU(n) の中心は巡回群 Zn と同型
- 外部自己同型群は n≥3 に対しては Z2、n=2 に対しては自明な群

## 生成子
SU(n) の生成子 T は、トレースが 0 のエルミート行列で表現される。
{\displaystyle \mathrm {tr} \,T_{a}=0}
{\displaystyle T_{a}^{\dagger }=T_{a}}

### 基本表現
基本表現、あるいは定義表現では、n 次正方行列で表現される。
{\displaystyle T_{a}T_{b}={\frac {1}{2n}}\delta _{ab}I_{n}+{\frac {1}{2}}\sum _{c=1}^{n^{2}-1}(if_{abc}+d_{abc})T_{c}}
ここで、 f は構造定数で、全ての添え字に関して反対称であり、d は全ての添え字に関して対称である。
従って、
{\displaystyle \{T_{a},T_{b}\}=T_{a}T_{b}+T_{b}T_{a}={\frac {1}{n}}\delta _{ab}I_{n}+\sum _{c=1}^{n^{2}-1}d_{abc}T_{c}}
{\displaystyle [T_{a},T_{b}]=T_{a}T_{b}-T_{b}T_{a}=i\sum _{c=1}^{n^{2}-1}f_{abc}T_{c}}
規格化条件として
{\displaystyle \sum _{c,e=1}^{n^{2}-1}d_{ace}d_{bce}={\frac {n^{2}-4}{n}}\delta _{ab}}
をとる。

### 随伴表現
随伴表現では、n2−1 次正方行列で表現され、その成分は、
{\displaystyle (T_{a})_{ij}=-if_{aij}\,}
で与えられる。

## 例

### SU(2)
SU(2) の元の一般形は
{\displaystyle U={\begin{bmatrix}\alpha &-{\bar {\beta }}\\\beta &{\bar {\alpha }}\\\end{bmatrix}}}
となる。ここで、α, β ∈ C は |α|2 + |β|2 = 1 を満たす。

### SU(3)
{\displaystyle {\mathfrak {su}}(3)} の生成子 T の基本表現は
{\displaystyle T_{a}={\frac {1}{2}}\lambda _{a}}
ここで、{\displaystyle \lambda } はゲルマン行列である。
{\displaystyle \lambda _{1}={\begin{bmatrix}0&1&0\\1&0&0\\0&0&0\\\end{bmatrix}}\quad \lambda _{2}={\begin{bmatrix}0&-i&0\\i&0&0\\0&0&0\\\end{bmatrix}}\quad \lambda _{3}={\begin{bmatrix}1&0&0\\0&-1&0\\0&0&0\\\end{bmatrix}}}
{\displaystyle \lambda _{4}={\begin{bmatrix}0&0&1\\0&0&0\\1&0&0\\\end{bmatrix}}\quad \lambda _{5}={\begin{bmatrix}0&0&-i\\0&0&0\\i&0&0\\\end{bmatrix}}\quad \lambda _{6}={\begin{bmatrix}0&0&0\\0&0&1\\0&1&0\\\end{bmatrix}}}
{\displaystyle \lambda _{7}={\begin{bmatrix}0&0&0\\0&0&-i\\0&i&0\\\end{bmatrix}}\quad \lambda _{8}={\frac {1}{\sqrt {3}}}{\begin{bmatrix}1&0&0\\0&1&0\\0&0&-2\\\end{bmatrix}}}
交換関係は
{\displaystyle [T_{a},T_{b}]=i\sum _{c=1}^{8}f_{abc}T_{c}}
となり、構造定数 f は
{\displaystyle f_{123}=1\,}
{\displaystyle f_{147}=-f_{156}=f_{246}=f_{257}=f_{345}=-f_{367}={\frac {1}{2}}\,}
{\displaystyle f_{458}=f_{678}={\frac {\sqrt {3}}{2}}\,}
となる。d は
{\displaystyle d_{118}=d_{228}=d_{338}=-d_{888}={\frac {1}{\sqrt {3}}}\,}
{\displaystyle d_{448}=d_{558}=d_{668}=d_{778}=-{\frac {1}{2{\sqrt {3}}}}\,}
{\displaystyle d_{146}=d_{157}=-d_{247}=d_{256}=d_{344}=d_{355}=-d_{366}=-d_{377}={\frac {1}{2}}.\,}
となる。

## 他の群との関係
素粒子物理学では、対称性の破れに関連して部分群が重要になる。
{\displaystyle \mathrm {SU} (p+q)\supset \mathrm {SU} (p)\times \mathrm {SU} (q)\times \mathrm {U} (1)}
{\displaystyle \mathrm {SU} (n)\supset \mathrm {O} (n)}
{\displaystyle \mathrm {SU} (2n)\supset \mathrm {USp} (2n)}
{\displaystyle \mathrm {SO} (2n)\supset \mathrm {SU} (n)}
{\displaystyle \mathrm {USp} (2n)\supset \mathrm {SU} (n)}
{\displaystyle \mathrm {E} _{6}\supset \mathrm {SU} (6)}
{\displaystyle \mathrm {E} _{7}\supset \mathrm {SU} (8)}
{\displaystyle \mathrm {G} _{2}\supset \mathrm {SU} (3)}
O(n): 直交群、SO(n): 特殊直交群、USp(2n): シンプレクティック群、E6, E7, G2: 例外型リー群
また、スピン群と以下の同型がある
{\displaystyle \mathrm {Spin} (6)=\mathrm {SU} (4)}
{\displaystyle \mathrm {Spin} (4)=\mathrm {SU} (2)\times \mathrm {SU} (2)}
{\displaystyle \mathrm {Spin} (3)=\mathrm {SU} (2)=\mathrm {USp} (2)}